# Kto kogo obraził
Kto kogo obraził (ros. Обида) – radziecki krótkometrażowy film lalkowy z 1962 roku w reżyserii Romana Kaczanowa na podstawie bajki Walentyny Osiejewy.

## Fabuła
Dziewczynka była niewierną przyjaciółką, ciągle zmieniającą swoje uczucia. A potem wszyscy porzucili jej przyjaźń.

## Wersja polska
Wersja polska: Studio Opracowań Filmów w Warszawie

Reżyseria: Maria Piotrowska

Dialogi: Joanna Klimkiewicz

Dźwięk: Stanisław Uszyński

Montaż: Anna Szatkowska

Kierownictwo produkcji: Andrzej Staśkiel

Źródło: